# Empis crassa
Empis crassa är en tvåvingeart som beskrevs av Maksymilian Nowicki 1868. Empis crassa ingår i släktet Empis och familjen dansflugor. Inga underarter finns listade i Catalogue of Life.